# جيم والتون (لاعب كرة قدم أسترالية)
جيم والتون (بالإنجليزية: Jim Walton)‏ هو لاعب كرة قدم أسترالية أسترالي، ولد في 3 يونيو 1934، وتوفي في 13 مارس 2013.

## وصلات خارجية
- جيم والتون على موقع AustralianFootball.com (الإنجليزية)
- جيم والتون على موقع AFLtables.com (الإنجليزية)